# Mehdi Zeinoddin
Mehdi Zeinoddin (en persan : مهدی زین الدین ; 1959-1984) est un major général iranien au sein du CGRI pendant la guerre Iran-Irak. Il était le commandant de la division Ali ibn Abi Taleb. 
Il a été tué lors d'une bataille contre les forces en quête de sécession le 18 novembre 1984 sur la route de Kermanshah à Sardasht.

## Biographie

### Jeunesse
Mahdi Zeinoddin est né à Téhéran, en Iran, le 11 octobre 1959. Son père possédait une librairie et il a passé la majeure partie de sa jeunesse à vendre des livres et à aider son père dans la librairie. Sa mère était professeur de Coran.
Au cours de ses années de lycée, il a développé des opinions politiques et établi des liens étroits avec l'ayatollah Asadollah Madani. Il s'est opposé au régime de Mohammad Reza Pahlavi. À cette époque, sa famille vivait à Khorramabad lorsque son père a été exilé à Saqqez en raison de ses activités politiques. Ici, il a été expulsé du lycée pour avoir refusé de rejoindre le parti Rastakhiz et pour avoir résisté contre le régime Pahlavi. Malgré cela, il a poursuivi ses études et a obtenu un diplôme en sciences naturelles. En 1977, il a passé plusieurs examens d'entrée à l'université et a été accepté par l'université de Chiraz. Après un certain temps, son père a de nouveau été banni dans la province du Fars. Une fois de plus, sa famille a été exilée à Saqqez en raison des activités politiques de son père et il n'a donc pas pu poursuivre ses études. Après un certain temps, son père a de nouveau été exilé de Saqqez à Eqlid et comme l'activité révolutionnaire avait commencé, son père a secrètement déménagé à Qom avec sa famille. Avec d'autres personnages politiquement influents, Mahdi et son père ont poursuivi leurs efforts révolutionnaires à Qom. Mahdi a été accepté dans une université en France, mais il a décidé de ne pas y aller après avoir entendu que l'Imam Khomeiny exhortait les jeunes à rester en Iran,.

### Après la révolution iranienne
Après la révolution iranienne, Zeinoddin a rejoint la section des renseignements du CGRI et a joué un rôle central dans la répression des ennemis de la révolution à Tabriz et Qom.
Pendant la guerre Iran-Irak, Zeinoddin s'est rendu en première ligne avec un groupe d'une centaine de personnes après avoir suivi un court parcours militaire. Après un certain temps, il a été élu à la tête de la section du renseignement, puis il est devenu le directeur de mission du renseignement pour les CGR à Dezful et Susangerd . Il a ensuite été élu commandant de la 17e division Ali ibn Abi Taleb. Il a participé aux opérations suivantes :
- opération Beit ol-Moqaddas ;
- opération Dawn 3 ;
- opération Dawn 4 ;
- opération Kheibar ;
- opération Muharram ;
- opération Ramadan.

### Mort
Le 18 novembre 1984, Mahdi Zeinoddin et son frère se rendaient de Kermanshah à Sardasht lorsqu'ils ont été attaqués par des forces en quête de sécession et ils ont tous deux été tués. Il a été enterré dans le 5e secteur du cimetière Gulzar-e Shuhada à Qom.